# Rio Hondo (Texas)
Rio Hondo ist eine Stadt im Cameron County im US-Bundesstaat Texas mit etwa 2.451 Einwohnern (Stand 2016).

## Geographie
Rio Hondo liegt etwa 25 Kilometer nördlich der Grenze zu Mexiko und 20 Kilometer westlich der Küste des Golf von Mexiko, im Norden des Cameron County – nordöstlich der Stadt Harlingen, beidseitig eines kleinen Zuflusses zum Golf. Innerhalb des County liegt Rio Hondo im nördlichen, an das Willacy County angrenzenden und weniger dicht besiedelten Teil.
Nahegelegene Ortschaften im Süden und Südosten sind die Ansiedlungen Arroyo Gardens und Locano.

## Geschichte
Begründet wurde die Ortschaft im Jahr 1910. Benannt wurde sie nach ihrer Lage am Arroyo Colorado; die englische Übersetzung für Rio Hondo lautet Deep River. Der erste Siedler war J. R. George; er betrieb einen Gemischtwarenladen und hatte nach der Errichtung des Postgebäudes 1911 das Amt des Postmeisters inne. 1914 hatte der Ort 150 Einwohner. 1925 war sie auf rund 250 angestiegen; 1929 waren es bereits rund 1000. Als Stadt offiziell begründet wurde Rio Hondo im Jahr 1939. Die Einwohnerschaft betrug zu der Zeit geschätzt 713; die Anzahl der Betriebe im Ort belief sich auf 33. Bis 2010 stieg die Bevölkerung auf über 2.300 an. Die Webseite Rio Hondy Realty charakterisiert den Ort als von Farmwirtschaft geprägt und hebt die über den Deep River führende Spannbrücke als örtliche Sehenswürdigkeit hervor.

## Demografie
Laut den Daten des United States Census Bureau aus dem Jahr 2016 betrug die Einwohnerzahl in diesem Jahr 2.451 Personen. 1.113 davon waren männlich, 1.338 weiblich. 1.885 Einwohner waren 18 Jahre oder älter, 566 Kinder oder Jugendliche, 628 älter als 65 Jahre. Der Altersmedian betrug 46,5 Jahre. Der Zensus-Definition Race gemäß bezeichneten sich 2.059 der Befragten als Hispanic oder Latino (84 %), 364 als Weiße (14,9 %), 15 als Afroamerikaner (0,6 %) und 13 als Asiaten (0,5 %). Die Definition „mehr als eine Ethnie“ gab kein Einwohner an. Das Medianeinkommen pro Haushalt belief sich laut Zensus-Angaben auf 23.600 US-Dollar (USD). Der ermittelte Einkommensmedian lag somit deutlich sowohl unter denen der USA insgesamt (53.000 USD) sowie dem Bundesstaat Texas (51.900 USD). Als Personen, die in Armut leben, wies der Zensus 21,9 % aus, als Personen ohne Krankenversicherung 14,9 %.

## Wirtschaft und Infrastruktur
Zwischen der nächstgrößeren Metropole Harlingen und der Stadt befinden sich der Flughafen Valley International Airport und der Harlingen Industrial Park.

## Persönlichkeiten
- Roberto Garza (* 1979) – American-Football-Spieler